# Выкса (арт-резиденция)
Арт-резиденция «Выкса» — арт-резиденция, расположенная в городе Выкса Нижегородской области.

## История
Арт-резиденция была основана в апреле 2017 года благотворительным фондом «ОМК-Участие» с целью поддержки современных художников и предоставления им круглогодичной платформы для реализации своих проектов.
Арт-резиденция ежегодно открывает опен-колл, по итогам которого формирует шорт-лист будущих резидентов.
С 2017 года на территории арт-резиденции каждый год проходит часть программы «Выкса-фестиваля».
В 2021 году арт-резиденция была выбрана «Институцией года» на международной ярмарке современного искусства «Cosmoscow».
В 2022 году арт-резиденция была номинирована на премию «Сделано в России» в категории «Креативные пространства».
В августе 2022 года арт-резиденция переехала из здания гостиницы в культурный центр «Волна». Открытие сопровождалось выставкой «Советский общепит. Мечты и реальность», подготовленной совместно с Московским музеем дизайна.
С марта по июнь 2023 года в нижегородском «Арсенале» проходила выставка работ 19 художников арт-резиденции — «До и после: проекты в арт-резиденции „Выкса“».
Проект курирует Алиса Багдонайте, ранее работавшая в ЦСИ «Винзавод», музее архитектуры имени А. В. Щусева, Галерее на Солянке и ЦСИ «Заря».
За время работы арт-резиденция приняла таких художников, как Владимир Абих, Николай Алексеев, Виктория Бегальская, Дмитрий Булныгин, Иван Горшков, Илья Гапонов, Миша Гудвин, Александра Деменкова, Олег Елагин, Ирина Затуловская, Ася Заславская, Елена Ковылина, Дмитрий «Vtol» Морозов, Кирилл Макаров, Владимир Селезнёв, Хаим Сокол, Устина Яковлева и другие. Всего её участниками стали более 70 художников из России, Белоруссии, Израиля, Германии, Финляндии, Словакии, Португалии, Японии, Чили.